# Zaluzania parthenioides
Zaluzania parthenioides là một loài thực vật có hoa trong họ Cúc. Loài này được (DC.) Rzed. miêu tả khoa học đầu tiên năm 1968.